# Calleulype whitelyi
Calleulype whitelyi là một loài bướm đêm trong họ Geometridae.